# Traité de Paris (1259)
Pour les articles homonymes, voir traité de Paris.

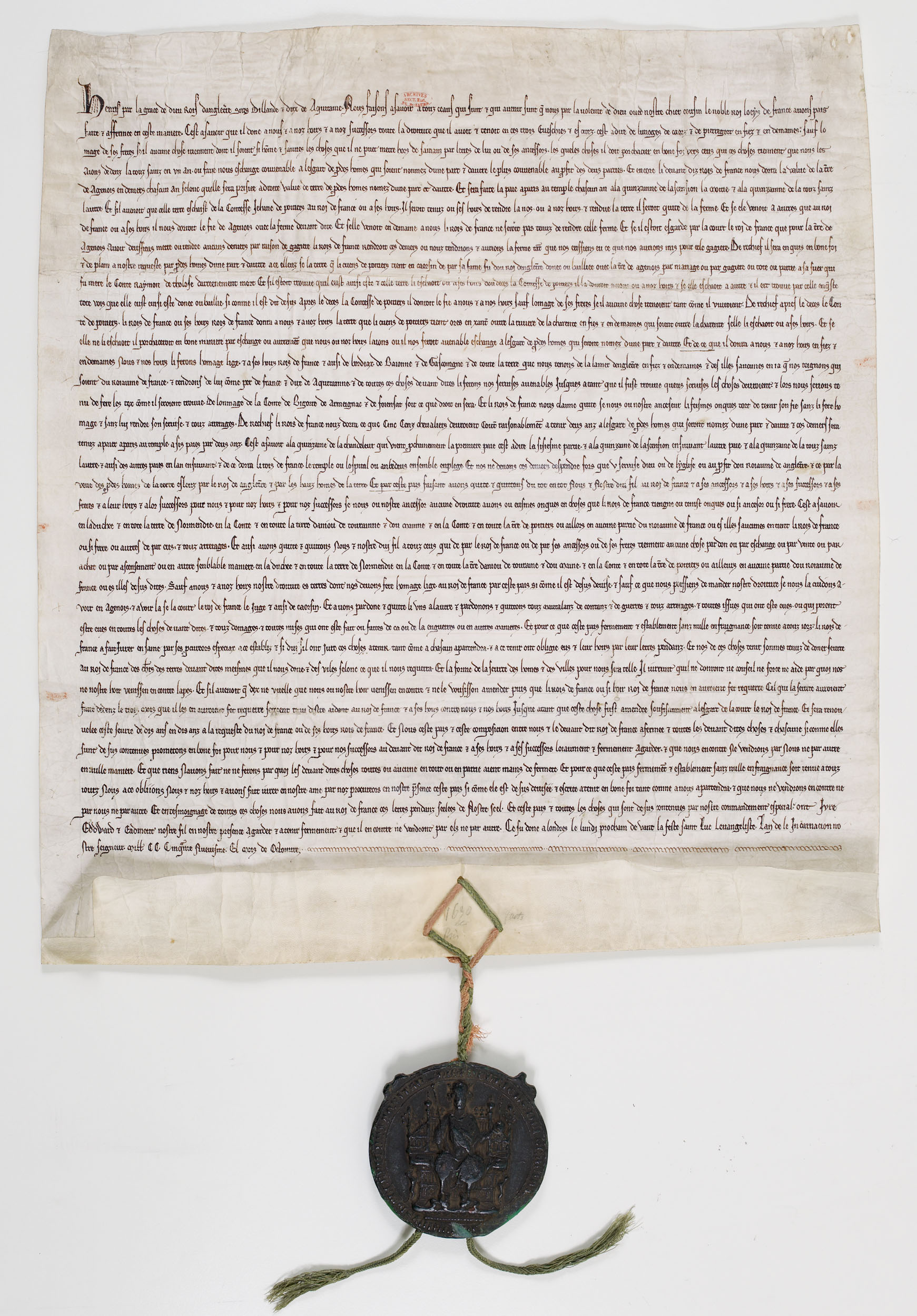
Acte original de la ratification du traité de Paris par Henri III d'Angleterre le 13 octobre 1259 ; Acte en français scellé du sceau de Henri III en cire verte sur cordonnets de soie rouge et verte, conservé aux Archives nationales de France.

Le traité de Paris de 1259 (aussi appelé improprement traité d'Abbeville) est un traité signé entre le royaume de France et le royaume d’Angleterre. Il met fin au conflit qui dure depuis plus d'un siècle entre les Capétiens et les Plantagenêt (souvent surnommé la « première guerre de Cent Ans ») et qui a débuté avec le mariage d'Aliénor et d'Henri II.

## Historique
Le 28 mai 1258, le roi d'Angleterre Henri III Plantagenêt signe avec le roi de France Louis IX (Saint Louis) le traité de Paris, qui est ratifié le 4 décembre 1259 avec l'hommage de Henri III à Louis IX.
Louis IX confirme à Henri III la possession du Limousin, du Périgord, de la Guyenne, du Quercy, de l'Agenais et de la Saintonge au sud de la Charente, qui étaient possessions anglaises en 1258. Mais le roi d'Angleterre s'engage, pour ces possessions, à rendre au roi de France l'hommage féodal dû au suzerain.
Le roi de France conserve par ailleurs la Normandie continentale et les pays de Loire (Touraine, Anjou, Poitou et Maine). Ces riches provinces ont été confisquées par son aïeul Philippe Auguste au père de Henri III, le roi Jean sans Terre.
Parmi les domaines concédés au roi d'Angleterre, certains, comme l'Agenais et le Quercy, avaient été apportés en dot par Jeanne d'Angleterre, lors de son mariage avec Raymond VI de Toulouse, et leur petite-fille Jeanne de Toulouse en avait hérité. Le traité prévoit que, dans le cas où Jeanne de Toulouse n'aurait pas d'héritier, les domaines apportés par sa grand-mère retourneraient à la Couronne anglaise.
Par ce traité équitable, tissé de concessions réciproques et appuyé par les victoires des armées françaises à Saintes et Taillebourg, le roi de France apparaît comme le monarque le plus puissant d'Occident.
Le traité de Paris met fin à ce que certains historiens modernes ont proposé d'appeler « la première guerre de Cent Ans »,,. Ce conflit entre le roi de France et le roi d’Angleterre avait débuté au siècle précédent avec le mariage d'Aliénor d'Aquitaine et du futur roi d'Angleterre Henri II Plantagenêt, bien qu'il trouve son origine également dans l'antagonisme traditionnel existant entre le duché de Normandie et le roi des Francs depuis le Xe siècle.